# Sadler (Texas)
Sadler è un centro abitato degli Stati Uniti d'America situato nella contea di Grayson dello Stato del Texas.
La popolazione era di 343 persone al censimento del 2010. Fa parte dell'area metropolitana di Sherman–Denison.

## Geografia fisica
Sadler è situata a 33°40′53″N 96°50′47″W (33.681387, -96.846321).
Secondo lo United States Census Bureau, ha un'area totale di 0,6 miglia quadrate (1,6 km²).

## Società

### Evoluzione demografica
Secondo il censimento del 2000, c'erano 404 persone, 167 nuclei familiari e 112 famiglie residenti nella città. La densità di popolazione era di 673,4 persone per miglio quadrato (260,0/km²). C'erano 177 unità abitative a una densità media di 295,0 per miglio quadrato (113,9/km²). La composizione etnica della città era formata dal 98,76% di bianchi, lo 0,25% di afroamericani e lo 0,99% di nativi americani. Ispanici o latinos di qualunque razza erano lo 0,99% della popolazione.
C'erano 167 nuclei familiari di cui il 29,3% aveva figli di età inferiore ai 18 anni, il 54,5% erano coppie sposate conviventi, l'8,4% aveva un capofamiglia femmina senza marito, e il 32,9% erano non-famiglie. Il 30,5% di tutti i nuclei familiari erano individuali e il 15,0% aveva componenti con un'età di 65 anni o più che vivevano da soli. Il numero di componenti medio di un nucleo familiare era di 2,42 e quello di una famiglia era di 3,04.
La popolazione era composta dal 25,7% di persone sotto i 18 anni, il 7,4% di persone dai 18 ai 24 anni, il 25,5% di persone dai 25 ai 44 anni, il 26,2% di persone dai 45 ai 64 anni, e il 15,1% di persone di 65 anni o più. L'età media era di 38 anni. Per ogni 100 femmine c'erano 94,2 maschi. Per ogni 100 femmine dai 18 anni in giù, c'erano 87,5 maschi.
Il reddito medio di un nucleo familiare era di 26.250 dollari, e quello di una famiglia era di 29.250 dollari. I maschi avevano un reddito medio di 30.893 dollari contro i 21.667 dollari delle femmine. Il reddito pro capite era di 15.302 dollari. Circa l'11,9% delle famiglie e il 14,7% della popolazione erano sotto la soglia di povertà, incluso il 17,2% di persone sotto i 18 anni e il 7,8% di persone di 65 anni o più.